# Vallon des Bans - Vallée du Fournel
Vallon des Bans - Vallée du Fournel este o arie protejată (sit de importanță comunitară — SCI) din Franța întinsă pe o suprafață de 8.823 ha, integral pe uscat.

## Localizare
Centrul sitului Vallon des Bans - Vallée du Fournel este situat la coordonatele 44°46′50″N 6°23′18″E / 44.78056°N 6.38833°E.

## Înființare
Situl Vallon des Bans - Vallée du Fournel a fost declarat arie specială de conservare în baza directivei 92/43 din 1992 referitoare la conservarea habitatelor naturale și a faunei și florei sălbatice pentru a proteja 4 specii de plante și 6 specii de animale.

## Biodiversitate
Situată în ecoregiunea alpină, aria protejată conține 22 de habitate naturale: Pajiști carstice calcaroase sau bazofile, de Alysso-Sedion albi, Pajiști cu Molinia pe soluri calcaroase, turboase sau argilos-nămoloase (Molinion caeruleae), Formațiuni pioniere alpine de Caricion bicoloris-atrofuscae, Pajiști uscate seminaturale și facies de acoperire cu tufișuri pe substraturi calcaroase (Festuco-Brometalia) (* situri importante pentru orhidee), Grohotișuri silicioase de la nivelul montan până la nivelul zăpezii (Androsacetalia alpinae și Galeopsietalia ladani), Păduri mediteraneene de Taxus baccata, Râuri de munte și vegetația erbacee de pe malurile acestora, Râuri de munte și vegetația lor lemnoasă cu Salix elaeagnos, Pajiști alpine și boreale, Formațiuni de Juniperus communis pe lande sau pajiști calcaroase, Pajiști alpine și subalpine calcaroase, Liziere de ierburi înalte hidrofile de câmpie și de nivel montan până la alpin, Fânețe montane, Mlaștini alcaline, Grohotișuri calcaroase și de șisturi calcaroase de la nivelul montan până la nivelul alpin (Thlaspietea rotundifolii), Grohotișuri termofile și vest-mediteraneene, Pante stâncoase calcaroase cu vegetație casmofită, Pante stâncoase silicioase cu vegetație casmofită, Păduri alpine de Larix decidua și/sau Pinus cembra, Păduri montane și subalpine de Pinus uncinata (* dezvoltate pe substrat gipsos sau calcaros), Păduri pe pante, grohotișuri și ravene de Tilio-Acerion, Roci stâncoase cu vegetație pionieră de Sedo-Scleranthion sau Sedo albi-Veronicion dillenii.
La baza desemnării sitului se află mai multe specii protejate:
- plante (4): Buxbaumia viridis, Dracocephalum austriacum, Eryngium alpinum, Trifolium saxatile
- mamifere (4): liliac cârn (Barbastella barbastellus), lupul (Canis lupus), liliacul mare cu potcoavă (Rhinolophus ferrumequinum), liliacul mic cu potcoavă (Rhinolophus hipposideros)
- nevertebrate (2): molia lunii spaniolă (Actias isabellae), fluturele auriu (Euphydryas aurinia)

Pe lângă speciile protejate, pe teritoriul sitului au mai fost identificate 24 de specii de plante, 1 specie de amfibieni, 5 specii de mamifere, 5 specii de nevertebrate, 4 specii de reptile.